# Witse Meeussen
Witse Meeussen (Vlimmeren, 8 marzo 2001) è un ciclocrossista e ciclista su strada belga che corre per i team Crelan-Corendon (cross) e Alpecin-Deceuninck Development (strada). Specialista del cross e già in evidenza nella categoria Juniores, è attivo come Under-23/Elite UCI dalla stagione 2019-2020.

## Palmarès

### Cross
- 2018-2019 (Juniores)

Grote Prijs Mario De Clercq, 3ª prova Brico Cross Junior (Ronse)
Cyclocross Gieten, 1ª prova Superprestige Junior (Gieten)
Radquer Bern, 1ª prova Coppa del mondo Junior (Berna)
Cyclocross Ruddervoorde, 3ª prova Superprestige Junior (Ruddervoorde)
Cyklokros Tábor, 2ª prova Coppa del mondo Junior (Tábor)
Ambiancecross, Junior (Wachtebeke)
Cyclocross Diegem, 6ª prova Superprestige Junior (Diegem)
Grote Prijs Adrie van der Poel, 7ª prova Coppa del mondo Junior (Hoogerheide)
Classifica generale Coppa del mondo, Junior
Noordzeecross, 8ª prova Superprestige Junior (Middelkerke)
Classifica generale Superprestige, Junior
Internationale Sluitingsprijs, Junior (Oostmalle)
- 2021-2022

Grand Prix Dohňany (Dohňany)
- 2022-2023

National Trophy Series #1 (Derby)
Campionati belgi, Under-23

## Piazzamenti

### Competizioni mondiali
- Campionati del mondo di ciclocross

Valkenburg 2018 - Junior: 15º
Bogense 2019 - Junior: 2º
Hoogerheide 2023 - Under-23: 3º
Tábor 2024 - Elite: 8º

### Competizioni europee
- Campionati europei di ciclocross

Rosmalen 2018 - Junior: 2º
Drenthe-Col du VAM 2021 - Under-23: 7º
Namur 2022 - Under-23: 3º
Pontchâteau 2023 - Staffetta mista: 3º
Pontchâteau 2023 - Elite: 10º